# Markus Kapp

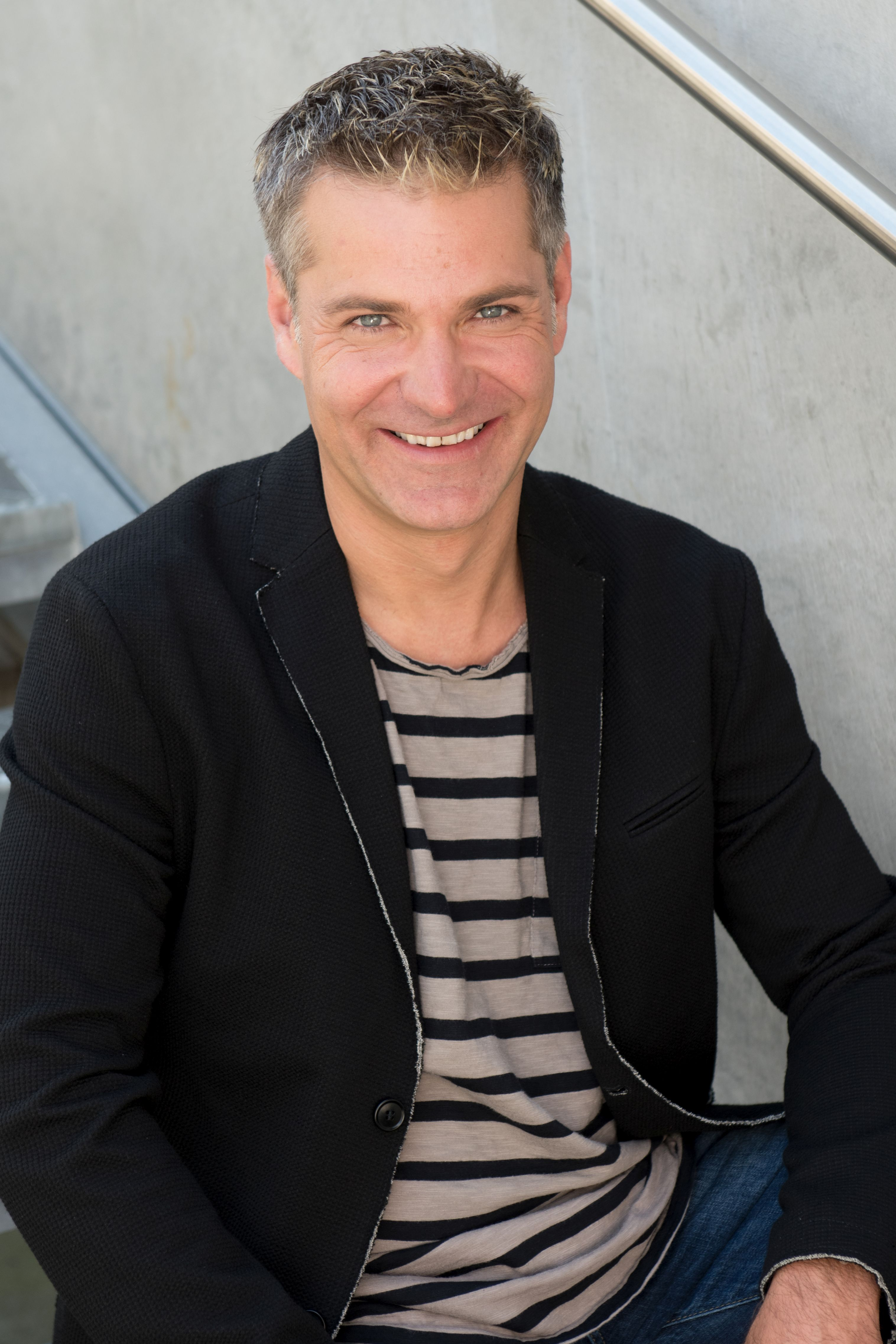
Markus Kapp

Markus Kapp (* 17. Juli 1972 in Baden-Baden) ist ein deutscher Kabarettist, Musiker, Texter und Komponist.

## Biografie
Markus Kapp wuchs in Offenburg auf. Dort besuchte er das Schiller-Gymnasium, das er 1992 mit dem Abitur abschloss.
Nach seinem Zivildienst studierte er an der Albert-Ludwigs-Universität in Freiburg im Breisgau Germanistik, Philosophie, Musikwissenschaft und Theologie. 2001 erwarb er das Diplom in Theologie und 2008 das zweite Staatsexamen für das Lehramt an Gymnasien. Heute lebt und arbeitet er in Karlsruhe.
Seit 2010 ist Kapp als Musiker und Kabarettist auf der Bühne. Er feierte mit seinem ersten Soloprogramm „Wir schweifen App“ im Juni 2016 Premiere und ging damit in Deutschland, Österreich und der Schweiz auf Tour. Seit 2019 ist er mit seinem zweiten Soloprogramm „Kapp der guten Hoffnung“ auf den deutschsprachigen Kabarett- und Kleinkunstbühnen unterwegs. 
Sein drittes Soloprogramm "WELTKAPP - Mit einem Flügel um die Welt" hatte am 4. Oktober 2024 in der Reithalle in Offenburg Premiere. 
Er wurde mit mehreren Kleinkunstpreisen ausgezeichnet.

## Komponist und Autor
Markus Kapp hat unter anderem für Sandkorn-Theater, Theaterschiff Stuttgart, Kammertheater Karlsruhe, Freilichtbühne Ötigheim, Theater am Puls getextet und komponiert.

## Auszeichnungen
- 2017: SWR3-Comedy-Förderpreis, Bad Dürkheim, 1. Platz[6]
- 2017: Die goldene Weißwurst, München, 1. Platz[7]
- 2017: Krefelder Krähe, Krefeld, 3. Platz[8]
- 2017: Fränkischer Kabarettpreis, Arnstein, 1. Platz[9]
- 2017: St. Prosper-Kabarettpreis, Erding, 2. Platz[10]
- 2017: Schnellertshamer Heugabel, Schnellertsham, 1. Platz[11]
- 2018: Rösrather Kabarettpreis, Rösrath, 1. Platz[12]
- 2018: Kulmbacher Kleinkunstbrettla, Kulmbach, 1. Platz[13]
- 2019: Heiligenhafener Lachmöwe, Heiligenhafen, 1. Platz[14]
- 2021: Weißenhorner Wölfchen, Weißenhorn, 1. Platz[15]
- 2021: Paulaner Solo+, Fürstenfeldbruck, 2. Platz[16]
- 2024: Hallertauer Kleinkunstpreis, Unterpindhart 1. Platz[17]
- 2024: Bronzener Bulle, Ulm[18]
- 2025: St. Prosper Kabarettpreis, Erding, 1. Platz[19]

## Publikationen

### Buch
- Saitenliebe und Seitenhiebe – Worte - Texte - Gedanken, Verlag Regionalkultur, 2025, ISBN 978-3-95505-537-0
- Das Musikkabarett-Songbook – mit Liedern aus allen Programmen, Verlag Regionalkultur, 2025, ISBN 978-3-95505-549-3

### CD
- LIVE - Best of, iMusician 2025, EAN 4069493330731[20]
- WELTKAPP - Mit einem Flügel um die Welt, iMusician 2024, EAN 4069493159639[21]
- Kapp der guten Hoffnung, iMusician 2019, EAN 4061798316700[22]
- Wir schweifen App, iMusician 2016, EAN 7630037938699[23]